# Live at the Gaslight 1962
Live at the Gaslight 1962 är ett livealbum av Bob Dylan, utgivet på Columbia Records den 30 augusti 2005. Inspelningar från oktober 1962 av en ung Bob Dylan uppträdande på "The Gaslight Café"; poetcafé och folkmusikklubb belägen på adressen 116 Mac Dougal street i New York.

## Låtlista
Låtarna skrivna av Bob Dylan, om inget annat anges.
1. "A Hard Rain's a-Gonna Fall" - 6:40
2. "Rocks and Gravel" - 4:58
3. "Don't Think Twice, It's All Right" - 3:09
4. "The Cuckoo (Is a Pretty Bird)" (traditionell, arrangerade av Clarence Ashley) - 2:18
5. "Moonshiner" (traditionell, arrangerad av Bob Dylan) - 4:05
6. "Handsome Molly" (traditionell, arrangerad av Bob Dylan) - 2:44
7. "Cocaine" (traditionell, arrangerad av Rev. Gary Davis) - 2:56
8. "John Brown" - 5:53
9. "Barbara Allen" (traditionell, arrangerad av Bob Dylan) - 7:49
10. "West Texas" (traditionell, arrangerad av Bob Dylan) - 5:37